# Arguedas (Navarra)
Arguedas (baskisch Arketas) ist eine Gemeinde (Municipio) in Navarra, Spanien, mit 2.303 Einwohnern (Stand: 2024), die mehrheitlich spanischsprachig sind.

## Geografische Lage
Arguedas liegt im Süden der Region Navarra im Ebro-Tal auf einer Höhe von ca. 245 m. Die Ortschaft liegt etwa 95 Kilometer südsüdöstlich von Pamplona und etwa 120 Kilometer nordwestlich von Saragossa. Im Gemeindegebiet befindet sich ein Freizeitbahn mit der Sommerrodelbahn Sendaviva.

## Geschichte
Auf Grund von archäologischen Funden ist eine Besiedlung der Gegend bereits in der Bronzezeit nachgewiesen. 
Aber schon im Mittel wurde Arguedas als Vorwerk von Tudela von großer Bedeutung. Sancho I. gelang es 1084 den Ort von den Mauren zu erobern. 

## Sehenswürdigkeiten
- Stefanskirche (Iglesia de San Esteban)
- Marienkapelle
- Michaeliskapelle
- Palacio de los Bobadilla aus dem 18. Jahrhundert
- Rathaus

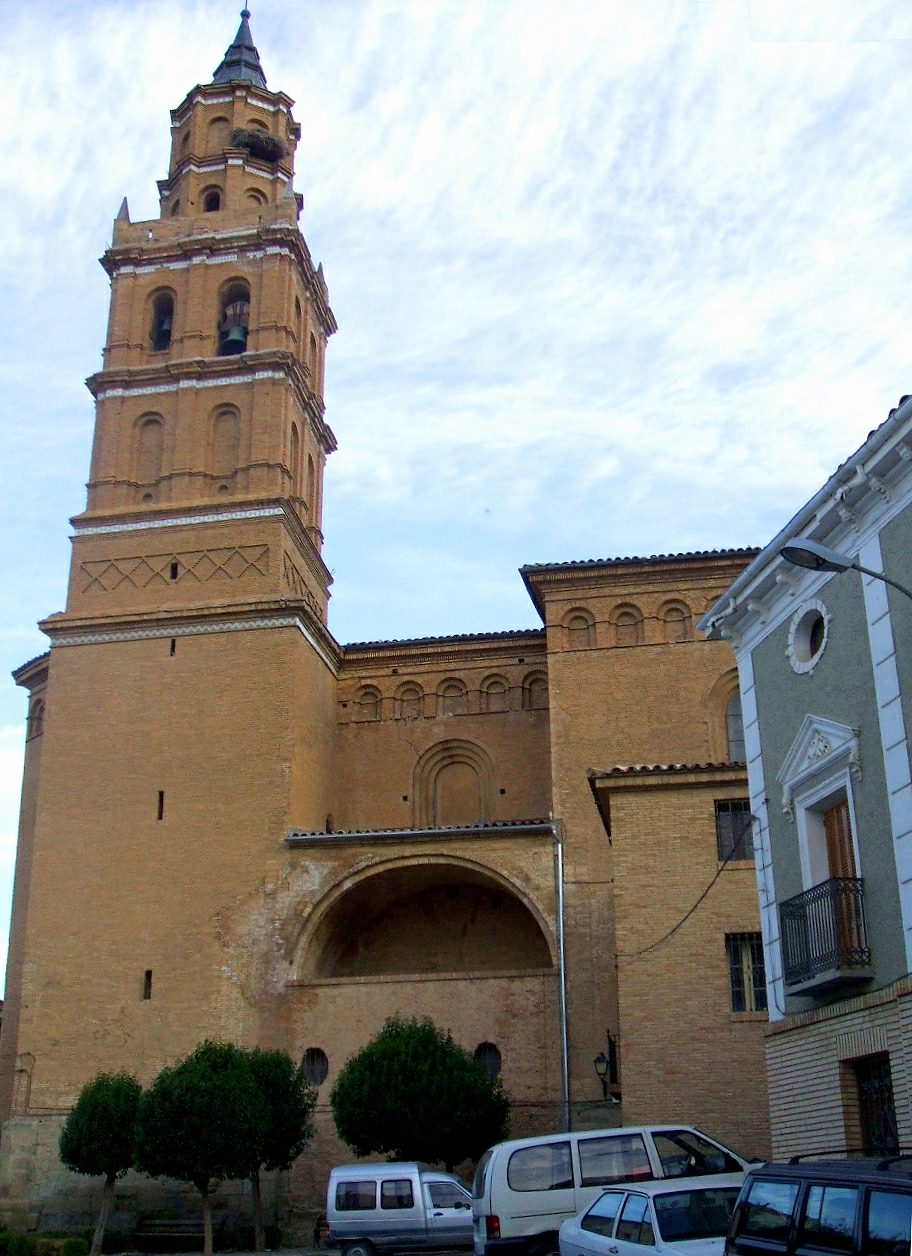
Stefanskirche
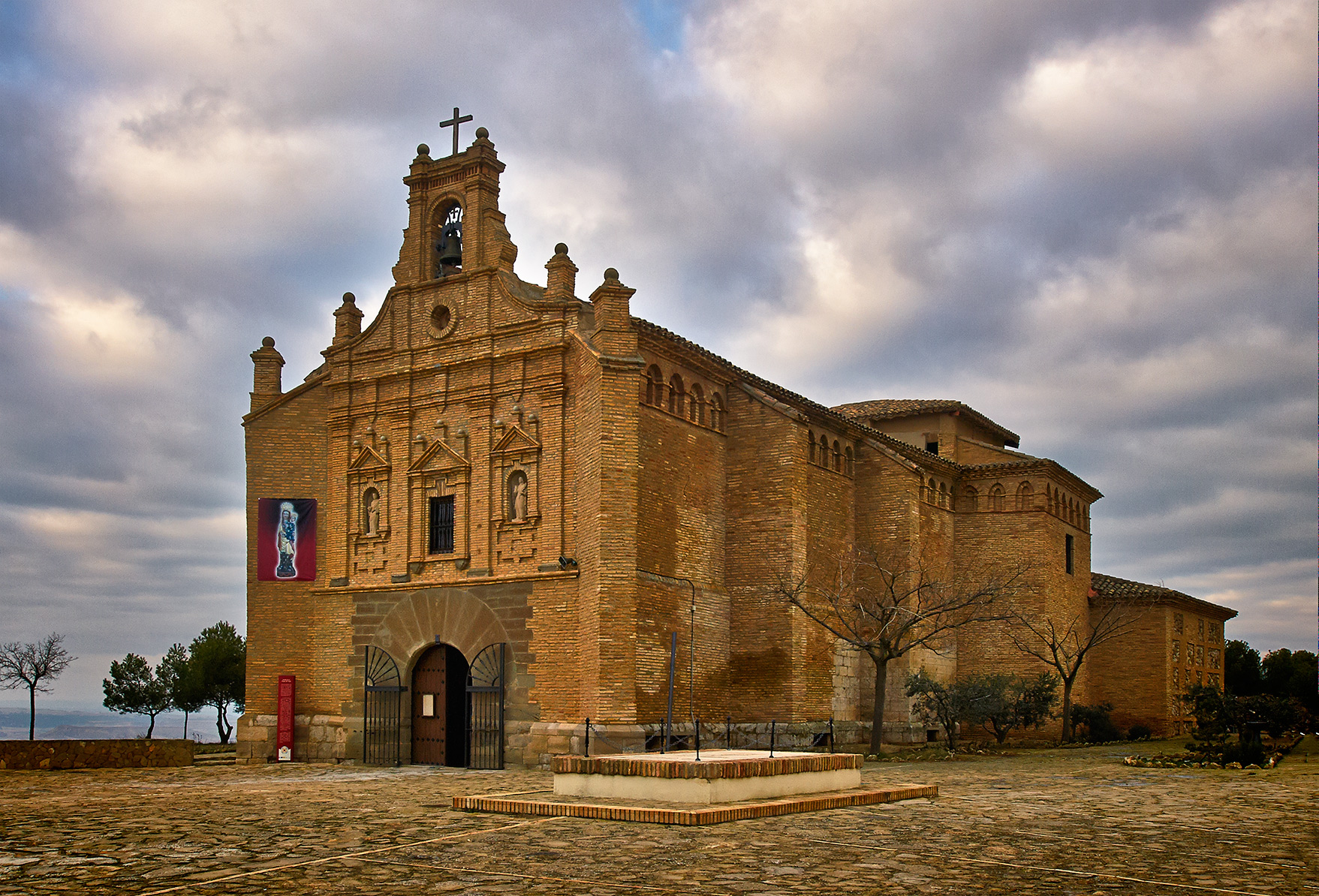
Marienkapelle
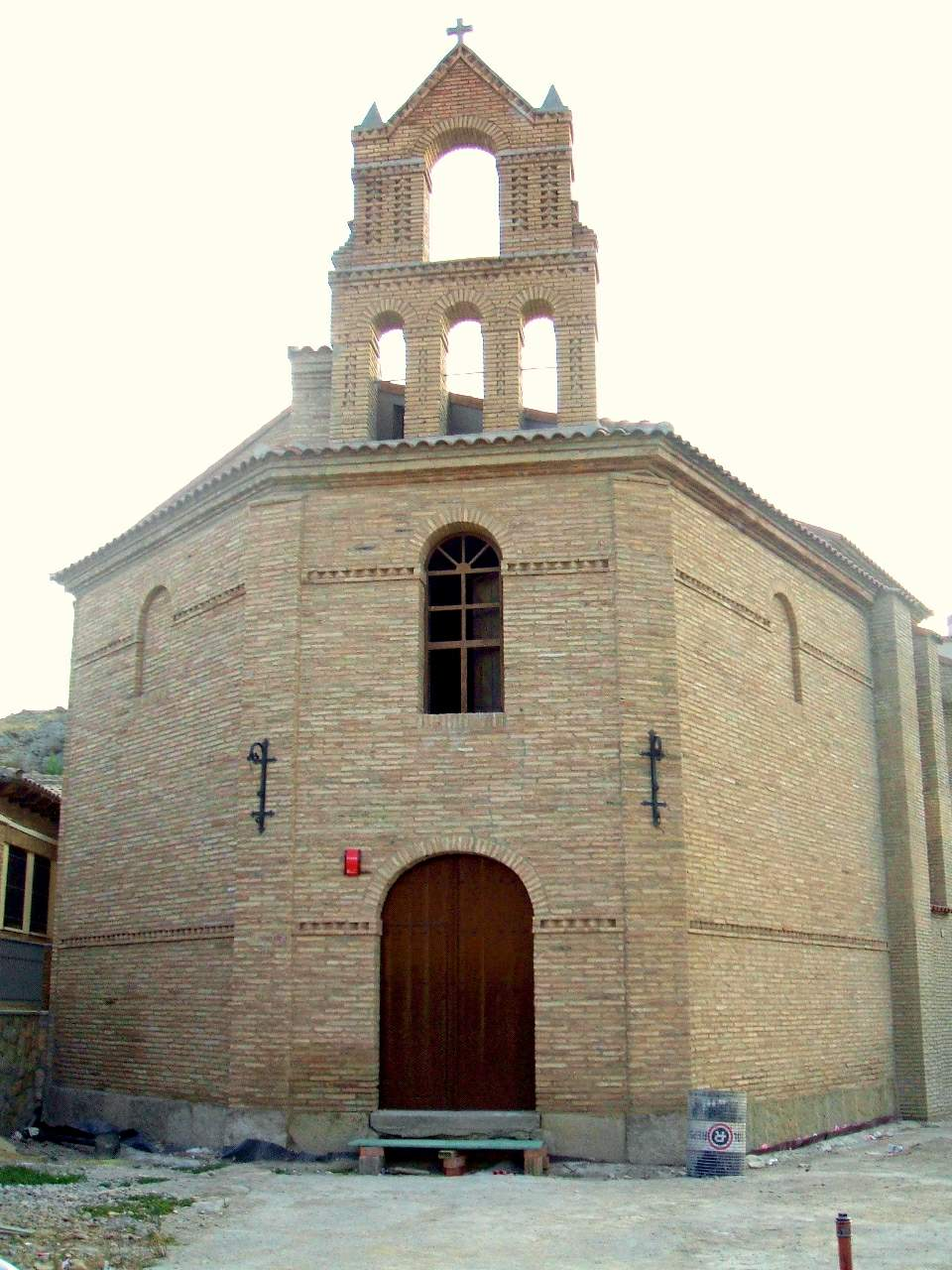
Michaeliskapelle

## Gemeindepartnerschaft
Mit der französischen Gemeinde Hendaye im Département Pyrénées-Atlantiques (Neuaquitanien) besteht eine Partnerschaft. 

## Persönlichkeiten
- Antonio Loperena Eseverri (1922–2010), Bildhauer und Maler
- Casiano Floristán (1926–2006), Theologe